# Undécimo Doctor
El Undécimo Doctor es la undécima encarnación del protagonista de la longeva serie de televisión de ciencia ficción de la BBC Doctor Who. Es interpretado por Matt Smith, y fue presentado en la conclusión del especial El fin del tiempo, sucediendo en el papel a David Tennant, que interpretó al Décimo Doctor. Smith interpretó al personaje durante tres temporadas, incluido el especial 50 aniversario de la serie y abandonó el rol en el episodio especial de Navidad de 2013.
En la narrativa de la serie, el Doctor es un alienígena de siglos de edad, de la raza de los Señores del Tiempo del planeta Gallifrey, que viaja por el tiempo y el espacio en su TARDIS, frecuentemente con acompañantes. Cuando el Doctor es herido mortalmente, puede regenerar su cuerpo, pero al hacerlo gana una nueva apariencia física y con ella, una nueva personalidad distintiva. Smith interpreta a la undécima encarnación, un hombre de genio vivo, pero compasivo cuya apariencia juvenil no concuerda con su temperamento más perspicaz y cansado del mundo.
Su voz para Hispanoamérica es hecha por Luís Carreño, conocido por doblar a Bob Esponja en la serie homónima. Mientras que para España es hecha por Alejandro Martínez, quien también dobló al actor original en The Crown.

## Resumen

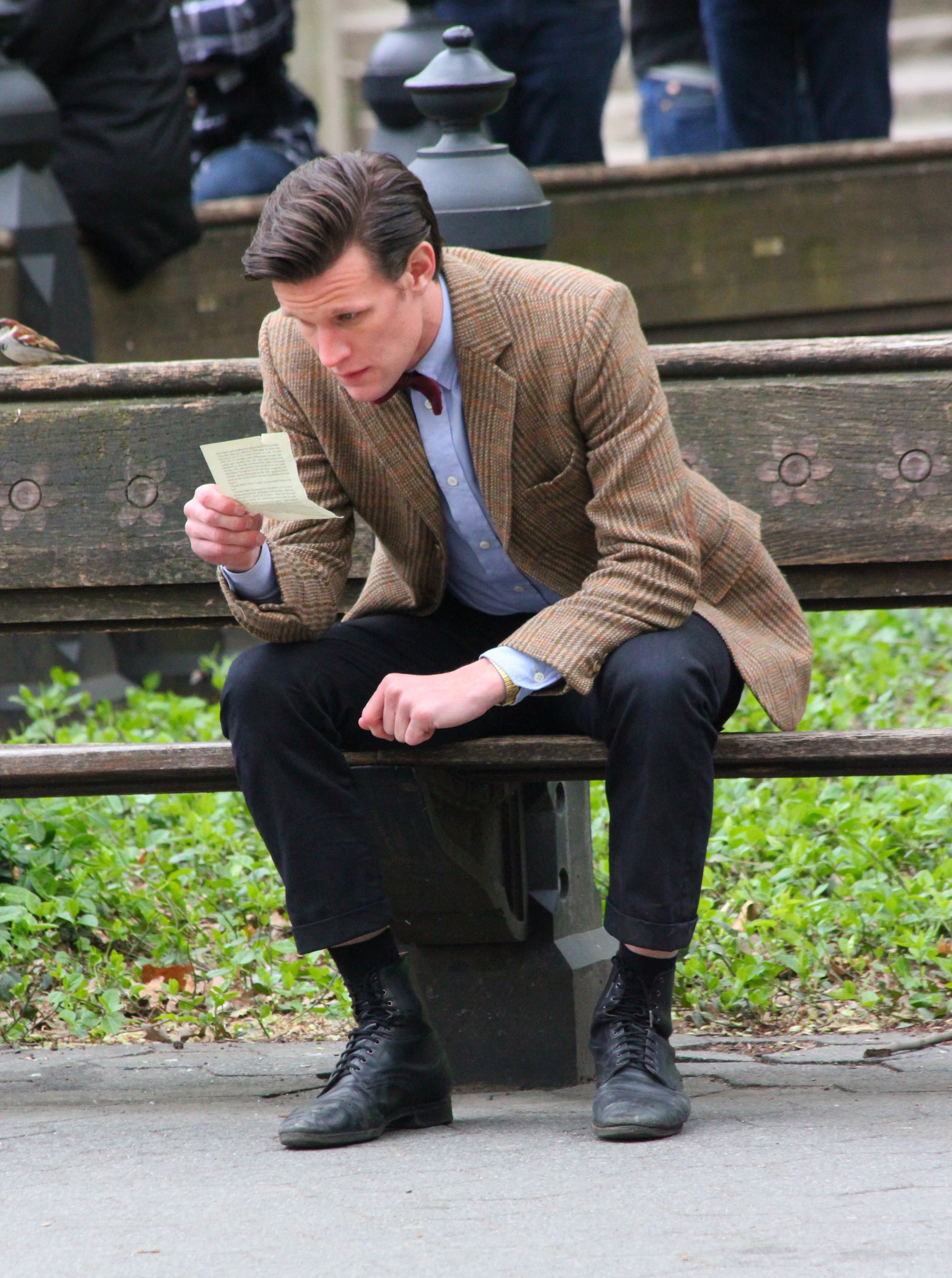
Matt Smith, caracterizado como el Undécimo Doctor, durante el rodaje de Los ángeles toman Manhattan

Aunque Steven Moffat esperaba elegir a un actor de mediana edad para el nuevo Doctor, Smith tenía 26 años cuando fue elegido para el papel. Esto le convirtió en el actor más joven en interpretar al Doctor, tres años más joven de lo que lo era Peter Davison cuando empezó su papel como el Quinto Doctor.

### Casting
La especulación sobre la identidad del Undécimo Doctor comenzó el 28 de junio de 2008; el penúltimo episodio de la cuarta temporada, The Stolen Earth, terminó mientras el Doctor se estaba regenerando tras ser disparado por un rayo mortal de un Dalek. La ausencia de tráiler para la segunda parte, Journey's End, lanzó las especulaciones de los medios y el público, lo que ayudó a que Doctor Who consiguiera la máxima audiencia semanal en toda la historia de la serie. Entre los reemplazos que se rumorearon estaban Catherine Tate (entonces intérprete de la acompañante del Doctor, Donna Noble), Robert Carlyle, Jason Statham, David Morrissey, y James Nesbitt. El Daily Mail también habló de teorías de que se crearan dos Doctores, la teoría que después se probó como correcta.

El Doctor es un papel muy especial, y necesita a un actor muy especial para interpretarlo. Necesitas ser viejo y joven al mismo tiempo, un bufón y un héroe de acción, un descarado chico de escuela, y el venerable anciano del universo. Tan pronto como Matt cruzó la puerta, y nos impactó con una nueva perspectiva del Señor del Tiempo, supimos que teníamos nuestro hombre
Steven Moffat sobre el casting de Smith.

Tennant anunció en los National Television Awards el 29 de octubre de 2008 que iba a dejar de interpretar al Doctor porque sentía que los cuatro años que había pasado con el personaje eran suficientes, y para facilitar la transición de la era de Russell T Davies a la de Steven Moffat. En ese tiempo, BBC News publicó que Paterson Joseph, que había aparecido en los episodios Bad Wolf y The Parting of the Ways, era el favorito para suceder a Tennant, y que si era elegido se convertiría en el primer Doctor negro, seguido por David Morrissey, que iba a aparecer el especial de Navidad de 2008, The Next Doctor. Otros candidatos incluyen a Sean Pertwee, hijo del actor intérprete del Tercer Doctor, Jon Pertwee; Russell Tovey, que interpretó a Alonso Frame en el especial de Navidad de 2007, Voyage of the Damned; y James McAvoy.
Los productores del programa eran cautelosos sobre elegir a Smith, porque sentían que un joven de 26 años podría no interpretar al Doctor adecuadamente; el director de drama de BBC Wales Piers Wenger compartía este sentimiento, pero se dieron cuenta de que Smith tenía capacidad suficiente para interpretar el papel. La elección de Smith para el papel se reveló durante un episodio de Doctor Who Confidential, durante el cual este describió el papel como "un maravilloso privilegio y un desafío que espero poder acometer satisfactoriamente".

## Apariciones

### Televisión

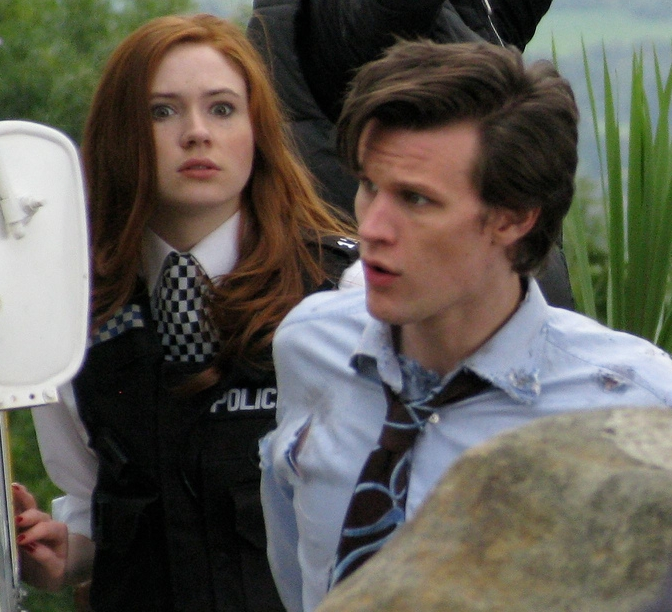
Karen Gillan como Amy Pond, con Matt Smith como el Undécimo Doctor, filmando The Eleventh Hour; Smith lleva una versión hecha harapos del vestuario de su predecesor, el Décimo Doctor. (2009)

El Undécimo Doctor aparece por primera vez en los últimos minutos de El fin del tiempo (2010), cuando su encarnación anterior se regenera. Smith debuta del todo en En el último momento, donde conoce a Amy Pond (Karen Gillan) en su infancia mientras investigan una misteriosa grieta en la pared de su habitación. Amy accede a unirse al Doctor como su acompañante de viaje en la víspera de su matrimonio con Rory Williams (Arthur Darvill). En La victoria de los Daleks, le engañan para crear a una nueva generación de Daleks. En El tiempo de los ángeles / Carne y piedra, se vuelve a encontrar con la futura acompañante River Song, interpretada por Alex Kingston, y con sus enemigos, los Ángeles Llorones, y descubre que las grietas como la de la pared de Amy están borrando a las personas por completo del tiempo y el espacio. Cuando Amy intenta seducir al Doctor, este se lleva a Rory como segundo acompañante a partir de Los vampiros de Venecia hasta Sangre fría, donde es borrado de la historia por una grieta. El Doctor también se enfrenta a su lado oscuro en La elección de Amy, cuando es puesto a prueba por una manifestación de su propio odio, el Señor de los Sueños (Toby Jones). En el episodio final La Pandórica se abre y El Big Bang, una fuerza desconocida hace explotar a la TARDIS, causando el colapso de todo el universo. Aunque logra cerrar las grietas, revertir sus efectos y evitar la explosión, el Doctor es borrado de la historia en el proceso. Sin embargo, River ayuda a Amy a recordarlo y traerlo de vuelta a la existencia; regresa el día de su boda con Rory, y la pareja se une a él como sus acompañantes. La siguiente aparición del Doctor es en Death of the Doctor, una historia en dos partes del spin-off de la serie, The Sarah Jane Adventures, junto a las antiguas acompañantes Sarah Jane Smith (Elisabeth Sladen) y Jo Grant (Katy Manning), mientras Amy y Rory están de luna de miel.
Posteriormente, en 2011, el Doctor sigue examinando los misterios sin resolver al final de la quinta temporada. En El astronauta imposible / El día de la luna, Amy, Rory y River son testigos del asesinato de una versión futura del Doctor, jurando mantener el secreto con el Doctor del presente, pero Amy se lo dice sin querer en Las casi personas. En la conclusión del episodio, se revela que Amy está embarazada y que ha sido secuestrada por Madame Kovarian (Frances Barber). En Un hombre bueno va a la guerra, el Doctor empieza a reclutar a gente que le debe favores a lo largo del espacio y el tiempo para formar un ejército y rescatar a Amy, pero no consigue rescatar a su bebé, Melody Pond. El Doctor también descubre que Melody; a pesar de ser hija de Rory y Amy; es en parte Señora del Tiempo, y que cuando crezca se convertirá en River Song. En Matemos a Hitler, el Doctor se encuentra con una encarnación más joven de River y se entera de que ha sido manipulada por una orden religiosa conocida como "el Silencio" para que le asesine. Esta versión de River mata al Doctor con un beso, antes de que Amy le muestre a su hija que se convertirá en River Song, convenciéndola así de que salve su vida utilizando toda su energía regenerativa restante. El Doctor también descubre las circunstancias de su muerte a través de una base de datos histórica. En El complejo de Dios, el Doctor deja a Amy y Rory en la Tierra cuando se da cuenta de que la adoración de Amy hacia él pone en peligro sus vidas. Pasa algún tiempo antes de que el Doctor esté listo para enfrentarse a la muerte. En La boda de River Song, planea un escape; cuando el Doctor se esconde dentro de un duplicado robótico de sí mismo, y es disparado e incinerado, esto se revela que es el punto fijo en la historia que se había registrado. En una realidad alternativa causada por la resistencia de River a disparar al Doctor, los dos se casan; durante la ceremonia, el Doctor le da a saber su plan y ella le ayuda a fingir su muerte. Entonces el viejo amigo del Doctor, Dorium Maldovar (Simon Fisher-Becker) le avisa de que hay más profecías sobre él, incluyendo la revelación de su nombre, algo que el Silencio había intentado evitar con su muerte.
El Doctor permanece oculto al mundo, pero finalmente contacta con Amy y Rory para seguir viajando. En El poder de tres, la pareja se plantea la idea de elegir entre su vida cotidiana o su vida como acompañantes del Doctor. En Los ángeles toman Manhattan, durante una aventura en New York, los ángeles llorosos envían a Rory a los años treinta, impidiendo al Doctor rescatarlo por una paradoja. Amy elige seguirle y tener una vida junto a su marido en el pasado, por lo que ambos se separan para siempre del Doctor. Este, abatido, decide retirarse de su vida de viajero del tiempo y se establece en el Londres victoriano junto con sus amigos Vastra, Strax y Jenny, durante el episodio Los hombres de nieve. Allí descubre la existencia de Clara Oswald (Jenna Coleman), una joven que le ayudó en una aventura anterior y que había muerto (El manicomio de los Daleks). Sorprendido, el Doctor vuelve a su actividad para acabar con la amenaza de la Gran Inteligencia pero no puede evitar que Clara muera de nuevo, por lo que inicia una búsqueda por todo el tiempo de esta "chica imposible". Finalmente, en Las campanas de Saint John la encuentra de nuevo en Londres durante el año 2013 y la invita a viajar con ella como su acompañante. Ambos tienen varias aventuras hasta que el camino del Doctor le lleva a Trenzalone durante los eventos de El nombre del Doctor, donde se encuentra enterrado. Allí, la Gran Inteligencia entra en la línea temporal del Doctor que se encuentra en la tumba del Señor del Tiempo para intentar destruirle, pero Clara le sigue y consigue derrotar al malvado ente, esparciendo copias de sí misma por la vida del Doctor. Este entra también en su línea temporal para rescatar a Clara, que descubre a una encarnación desconocida del Doctor (John Hurt) dentro del limbo donde acaba su viaje.
En el especial del 50.º aniversario, El día del Doctor, el Undécimo Doctor se reencuentra con su Décima encarnación así como con el Doctor Guerrero, encarnación que tanto el Décimo como el Undécimo Doctor aborrecen por ser el responsable de la destrucción de Gallifrey. Posteriormente, los tres doctores urden un plan para esconder Gallifrey en un punto desconocido del tiempo y el espacio y así salvar a su planeta a la vez que detienen la Guerra del tiempo. Para acometer este descabellado proyecto, todas las encarnaciones del Doctor colaboran con sus respectivas TARDIS, incluyendo la futura Duodécima encarnación del Doctor. Aunque triunfan, en los recuerdos de todos queda el hecho de que destruyeron Gallifrey.
Posteriormente, el Doctor descubre que su plan tuvo éxito y encuentra una grieta en el planeta Trenzalore desde la que se le pregunta su nombre. El Doctor comprende que decir su nombre liberará Gallifrey y a los señores del tiempo, reiniciando de nuevo la guerra del tiempo. Ante este dilema, el Doctor opta por quedarse en Trenzalore para defenderlo de las distintas especies que intentan evitar el regreso de los señores del tiempo. Aunque aparta a Clara de su lado, esta consigue regresar para encontrarse a un envejecido Doctor. Este le confiesa que está viviendo su última vida pues ha gastado sus doce regeneraciones, contando la desconocida versión del Doctor Guerrero y la ocasión en la que el Décimo Doctor desvió la energía de la regeneración hacia una mano amputada. Consciente de su fin, el Doctor vuelve a engañar a Clara para alejarla pero, una vez más, ésta consigue regresar solo para encontrarse al Doctor anciano y decrépito, al borde de la muerte. Dispuesto a afrontar la muerte e incapaz de detener a los Daleks que se preparan para la invasión final, el Doctor sube a la cima de un campanario resignándose a morir. Clara le suplica a la grieta desde la que surgen las voces de los señores del tiempo para que salven al Doctor. La grieta desaparece pero antes los señores del tiempo envían energía regenerativa al Doctor. Este es consciente de que se está regenerando y se regodea ante los Daleks que se aprestan para destruirlo pero el Doctor aprovecha la energía de la regeneración para destruir varios Daleks y destrozar la nave Dalek. Posteriormente el Doctor se encuentra con Clara en la TARDIS. Aunque vuelve a tener su apariencia juvenil, le confiesa a Clara que no es más que un reinicio fruto del nuevo ciclo de regeneraciones que ha recibido y que es cuestión de minutos que cambie de apariencia. El Doctor sufre una alucinación en la que ve a la niña y adulta Amelia Pond y, tras desprenderse de su pajarita y a pesar de las lágrimas de Clara, se regenera en el Duodécimo Doctor.

### Literatura
Como el Décimo Doctor, el Undécimo y Amy (y después Rory) aparecen en las novelas de New Series Adventures en 2010. La primera de ellas es Apollo 23 de Justin Richards, así como en la serie de novelas interactives Decide Your Destiny. El personaje también aparece en cómics publicados en Doctor Who Magazine, Doctor Who Adventures, y toma el lugar del Décimo Doctor en la serie de IDW Publishing de Doctor Who. También aparece en la serie crossover Star Trek: The Next Generation/Doctor Who: Assimilation2, donde trabaja con la tripulación de la Enterprise-D para derrotar una alianza de Borgs y Cybermen.

### Audiolibros
El Undécimo Doctor aparece en una serie de audiolibros. El primero de ellos es The Runaway Train de Oli Smith.

### Videojuegos
El Undécimo Doctor es el primero de los Doctores que aparece en videojuegos de aventura de acción. Doctor Who: The Adventure Games está compuesto de cuatro historias ("episodios") producidos a lo largo de la temporada de 2010. Smith y Gillan dan su voz y apariencia. El primero City of the Daleks continúa el episodio Victory of the Daleks, y es un juego de rompecabezas y sigilo ambientado en la Tierra de los años sesenta y el planeta Skaro. El segundo, Blood of the Cybermen, es la primera historia del Undécimo Doctor y Amy con los Cybermen. El tercer episodio es el videojuego TARDIS y el cuarto es The Shadows of the Vashta Nerada, presentando el regreso de ese enemigo en un ambiente subacuático. El quinto juego de aventura, The Gunpowder Plot fue publicado el 31 de octubre de 2011, una vez más con la voz de Matt Smith.
En mayo de 2012, se publicó The Eternity Clock para PlayStation 3, PlayStation Vita y PC, protagonizado por Matt Smith y Alex Kingston.

### Apariencia
El Undécimo Doctor pasa la mayor parte de su primer episodio completo, The Eleventh Hour, llevando los restos harapientos del vestuario del Décimo Doctor. A resultas de su viaje en el tiempo durante el episodio, durante doce años, la joven Amelia Pond le recuerda, dibuja y hace juegos infantiles sobre "El Doctor Desharrapado" que conoció de niña.
El vestuario del Doctor es una chaqueta de tweed con coderas, pajarita, tirantes, pantalones negros, y zapatos marrones. Suele proclamar su afecto por las pajaritas, repitiendo la frase "las pajaritas son geniales". El Doctor suele variar detalles del vestuario, cambiando de una combinación de pajarita y tirantes rojos a la misma en azul. El Doctor llevó una variante en Death of the Doctor consistente en una camisa blanca con botones negros y una pajarita azul. En el episodio Let's Kill Hitler se introdujo otra variante - la chaqueta de tweed se reemplazó por un abrigo militar verde, con el resto del vestuario sin cambios. Desde entonces el Doctor ha ido alternando los dos abrigos, llevando el tweed en Night Terrors y The God Complex y volviendo al abrigo verde en The Girl Who Waited, Closing Time y la primera mitad de The Wedding of River Song.
En The Big Bang, el Doctor lleva brevemente un fez, diciendo, "Ahora llevo fez, un fez mola". El fez es destrozado cómicamente por River Song y Amy Pond antes del final del episodio. En The Impossible Astronaut, el Doctor lleva un sombrero stetson, diciendo "Ahora llevo un stetson, los stetsons molan", pero inmediatamente sale volando de su cabeza cuando River Song dispara al sombrero. El tema del fez, y la fascinación con los atuendos para la cabeza "que molan", hacen apariciones periódicas durante la primera historia de la sexta temporada.
En una entrevista para Doctor Who Magazine, Steven Moffat reveló que el Undécimo Doctor tenía diseñado un vestuario completamente diferente hasta justo antes de empezar a rodar. La imagen original tenía una pinta para el editor de Doctor Who Magazine, Tom Spilbury, de capa y espada, describiéndola como "un poco como lo que Jack Sparrow lleva en las películas de Piratas del Caribe. Sin embargo, Matt Smith no estaba satisfecho con el vestuario, porque pensaba que reflejaba cómo otra persona vestiría al Doctor, más que cómo el Doctor se vestiría a sí mismo. Smith también mencionó en una entrevista de 2012, que su Doctor iba a llevar una "larga chaqueta de cuero negro, pero era demasiado Matrix". El vestuario final, particularmente la pajarita, tuvo como influencia al Segundo Doctor de Patrick Troughton, después de que Matt Smith se enamorara de la historia del Segundo Doctor The Tomb of the Cybermen.
Ese vestuario se vio por última vez en televisión en Los ángeles toman Manhattan (2012) y sólo aparecería después de eso en uno de los minisodios de la web precedentes a la segunda parte de la temporada 2012-2013. En el minisodio The Great Detective que precede al episodio especial de Navidad de 2012, Los hombres de nieve, el Undécimo Doctor estrena un nuevo vestuario. Cambia el traje de tweed por un abrigo largo de color marrón y cuello de lana y añade un chaleco del mismo color al conjunto. En ese especial lleva una corbata durante la primera mitad que después reemplaza por una pajarita nueva a juego con el abrigo, y completa el conjunto con un sombrero de copa alta que le da a su apariencia el aire victoriano de la época en que se desarrolla el episodio. Todo el conjunto refleja su estado sombrío tras haber perdido a los Pond en el episodio anterior. A partir del siguiente episodio, Las campanas de Saint John (2013), pasa a un estilo híbrido de los dos anteriores, con unos pantalones, abrigo largo (esta vez con cuello normal) y pajarita marrones, y recuperando la camisa y tirantes en detrimento del chaleco. Esta versión usa un marrón un poco más claro y menos sombrío que el modelo anterior.

## Análisis

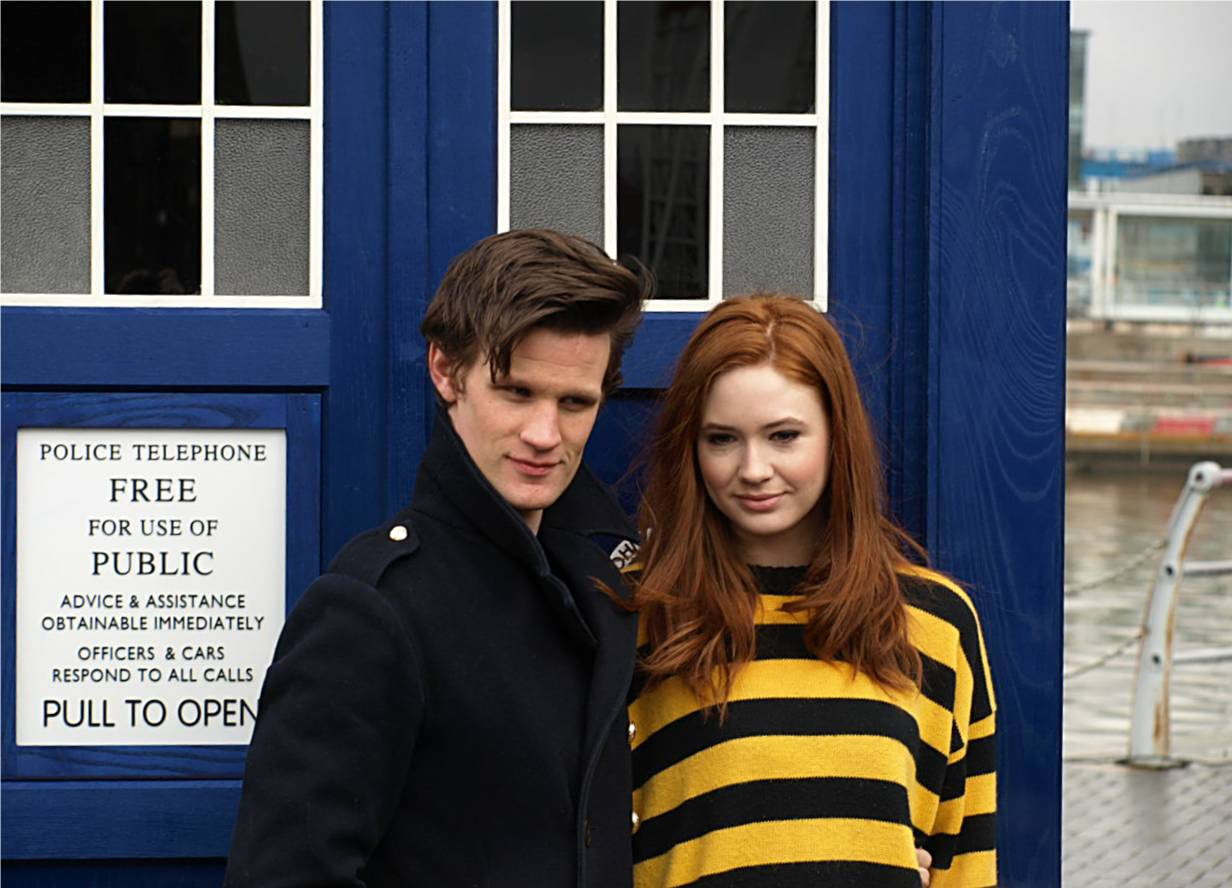
Matt Smith y Karen Gillan en Shalford delante de la TARDIS

Tras la emisión de A Good Man Goes to War, en la que River le dice al Doctor cómo la leyenda del Doctor es un problema que perpetúa la discordia en el universo, Charlie Jane Anders comparó al Undécimo Doctor con el superhéroe de DC Comics Batman. "Al igual que Batman", escribió Anders, "se descubre que el Doctor se ha creado sus propios enemigos, al fomentar su propia leyenda oscura. Ha sido un tema recurrente en los cómics de Batman desde los ochenta, la idea de que Batman es una figura tan extrema, que inspira tanto miedo, que maníacos como el Joker no pueden evitar levantarse en respuesta". Anders liga este desarrollo en un motivo particular de las historias de Steven Moffat. En World War Three, un episodio de 2005 escrito por Russell T Davies, el Noveno Doctor (Christopher Eccleston) le pide a Mickey que borre todas las referencias sobre él en internet, y en Last of the Time Lords de Davies (2007), el Décimo Doctor (David Tennant) hizo que su compañera Martha divulgara su leyenda por todo el planeta, aunque esa línea temporal fue borrada después. En Forest of the Dead, sin embargo, Moffat hace que el Décimo Doctor les diga a los Vashta Nerada que "busquen sobre él".
Cuando Matt Smith toma el papel de Undécimo Doctor en The Eleventh Hour (2010), lanza su propia leyenda para aterrorizar a los Atraxi, e intenta hacerlo una vez más en el episodio final The Pandorica Opens del mismo año. Anders refleja esto como la "batmanificación" del Doctor, que se culmina en A Good Man Goes to War; la nueva villana, Madame Kovarian (Frances Barber) parece lanzar una guerra interminable contra el Doctor de la que él todavía no es consciente. A lo largo del episodio, varios personajes hablan de la leyenda del Doctor, y de cómo su nombre inspira miedo; lo veneran con un "temor religioso". River Song revela que el nombre del Doctor, de hecho, tiene dos significados a lo largo del universo: en muchas culturas, como en la inglesa, "doctor" significa "sanador". Pero en un buen número de otras, significa "guerrero poderoso". Es esta misma leyenda del último de los Señores del Tiempo, que el Doctor ha estado perpetuando, la que lleva a sus enemigos a capturar a Amy y robarle su bebé para que Melody Pond pueda ser un "arma" adecuada contra él.

## Recepción de la crítica
La interpretación de Matt Smith del Doctor ha encontrado una recepción crítica positiva. Martin Anderson de Shadowlocked dijo que Matt Smith era el mejor doctor desde que "Tom Baker prácticamente redefinió el personaje en los setenta". La interpretación de Smith en Flesh and Stone fue aclamada por la crítica y los fanes. En su crítica para The Daily Telegraph, Gavin Fuller notó que "la 'interpretación de ritmo rápido' de Matt Smith es 'una faceta principal' en el éxito de la serie actual". En su crítica de The Big Bang, Fuller volvió a alabar la interpretación de Smith. "Matt Smith estuvo soberbio en sus escenas cuando el Doctor se sacrifica en la Pandórica para rescatar el multiverso".